# Lạc Đạo (phường)
Lạc Đạo là một phường thuộc thành phố Phan Thiết, tỉnh Bình Thuận, Việt Nam.

## Địa lý

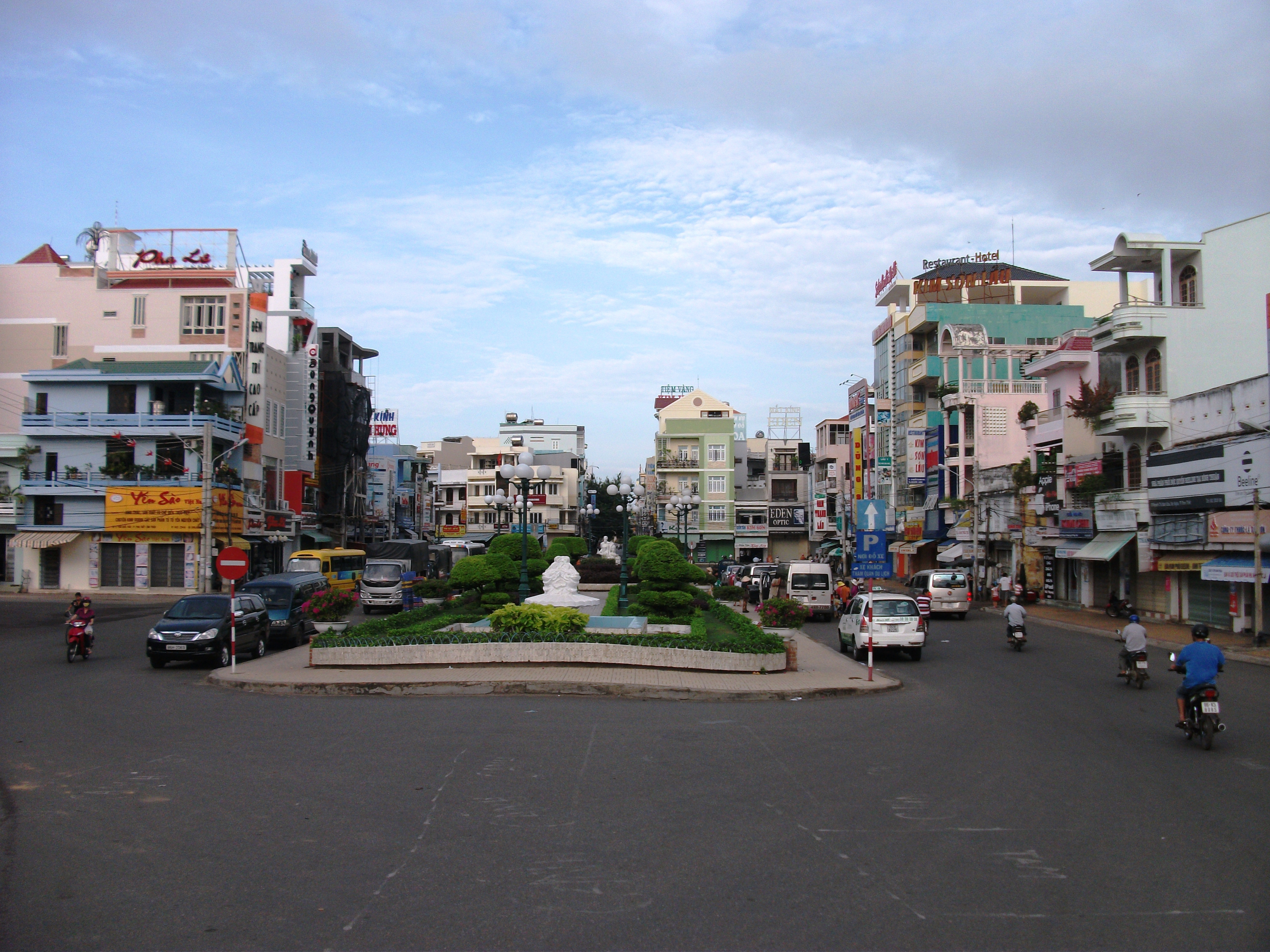

Phường Lạc Đạo có diện tích 1,36 km², dân số năm 2022 là 37.205 người, mật độ dân số đạt 27.356 người/km².

## Lịch sử

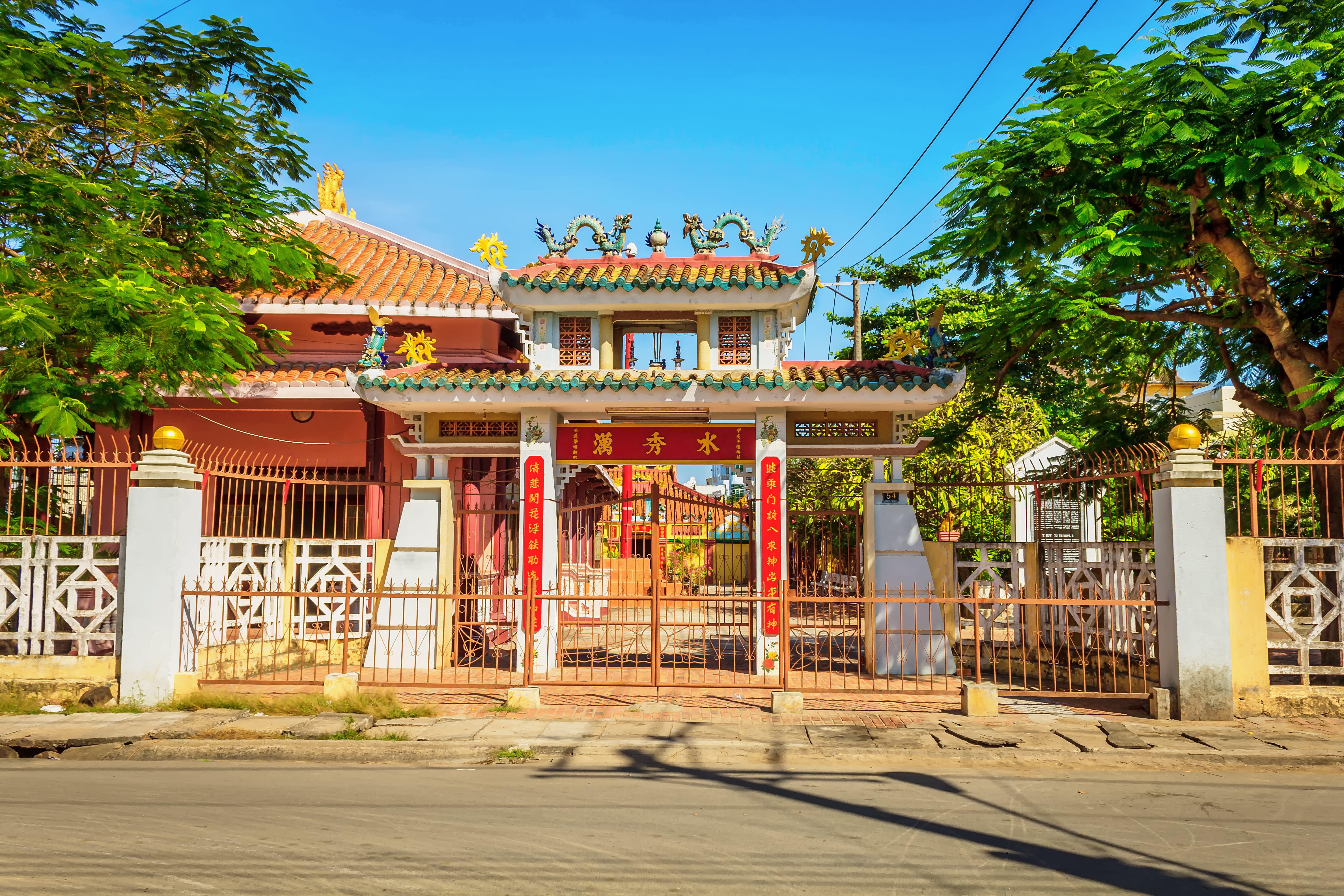

Ngày 19 tháng 12 năm 2019, HĐND tỉnh Bình Thuận ban hành Nghị quyết số 96/NQ-HĐND về việc:
- Sáp nhập khu phố 1 vào khu phố 2.
- Sáp nhập khu phố 3 vào khu phố 4

Ngày 24 tháng 10 năm 2024, Ủy ban Thường vụ Quốc hội ban hành Nghị quyết số 1253/NQ-UBTVQH15 về việc sắp xếp đơn vị hành chính cấp xã của tỉnh Bình Thuận giai đoạn 2023 – 2025 (nghị quyết có hiệu lực từ ngày 1 tháng 12 năm 2024). Theo đó, sáp nhập toàn bộ 0,48 km² diện tích tự nhiên, quy mô dân số là 10.545 người của phường Đức Thắng và toàn bộ 0,39 km² diện tích tự nhiên, quy mô dân số là 12.328 người của phường Đức Nghĩa vào phường Lạc Đạo.
Phường Lạc Đạo có 1,36 km² diện tích tự nhiên và quy mô dân số là 37.205 người.